# Didazoon haoae
Il didazoon (Didazoon haoae) è un animale estinto appartenente al phylum dei vetulicoli. Visse nel Cambriano inferiore (circa 520 milioni di anni fa); i suoi resti fossili sono stati ritrovati in Cina, nel giacimento di Maotianshan.

## Descrizione
I fossili di questo animale mostrano che il corpo era coperto da una cuticola; la parte anteriore era divisa in sei segmenti separati da membrane piuttosto larghe, mentre quella posteriore era divisa in sette segmenti. La costrizione tra le due parti sembra essere stata piuttosto flessibile. Nella parte anteriore era presente una grande apertura, interpretata dagli studiosi come una bocca, seguita da una cavità molto spaziosa e da un canale alimentare; questo canale proseguiva nella parte posteriore, dove si restringeva. Vi erano inoltre cinque strutture su ogni lato della porzione anteriore, interpretate come branchie. Altri segni stretti, lungo margini laterali, potrebbero rappresentare un sistema circolatorio.

## Classificazione
Il didazoon è considerato un appartenente al piccolo phylum dei vetulicoli, esclusivo del Cambriano inferiore e medio, i cui resti fossili sono noti quasi esclusivamente in Cina. In particolare, questo animale mostra strette affinità con Xidazoon, una forma molto simile ma distinta per alcune particolarità.